# Neiva T-25
O Neiva T-25 "Universal" é uma aeronave brasileira desenvolvida pela Indústria Aeronáutica Neiva na década de 1960, com a incumbência de substituir o North-American T-6 na instrução avançada dos Cadetes da Força Aérea Brasileira. A autoria do projeto é do engenheiro húngaro radicado no Brasil, Joseph Kovacs, que mais tarde projetou o Embraer EMB-312 "Tucano".
O primeiro protótipo realizou seu voo inaugural no dia 9 de abril de 1966, com o prefixo experimental PP-ZTW.
Já em dezembro de 1967, a Neiva fechou contrato para uma fabricação inicial de 150 unidades em uma linha de montagem localizada em São José dos Campos. A primeira aeronave foi entregue à FAB em 1971, já bem diferente do protótipo, devido aos requisitos militares.

## Esquadrilha da Fumaça
A Esquadrilha da Fumaça, que fora desativada em 1976, renasceu em 1980 com o Neiva T-25, sendo chamada de Cometa Branco. A primeira demonstração foi em 10 de julho, na entrega dos espadins aos cadetes que haviam ingressado na AFA. Em 1983, o modelo foi substituído pelos EMB-312 "Tucano".

## Atualmente
Atualmente o T-25 é utilizado na instrução primária e básica dos Cadetes da Academia da Força Aérea (AFA), em Pirassununga, com grande sucesso. Paralelamente, é utilizado em inúmeras unidades aéreas e bases como aeronave padrão para adestramento dos pilotos.
Foi exportado para o Paraguai e Chile, com algumas  unidades usadas doadas para a Bolívia.

## Utilizadores
Bolívia
- Força Aérea Boliviana

 Brasil
- Força Aérea Brasileira

 Chile
- Força Aérea Chilena
- Exército do Chile

 Paraguai
- Força Aérea Paraguaia